# Бартоломе Мітре
Бартоломе́ Мі́тре (ісп. Bartolomé Mitre; 26 червня 1821 — 19 січня 1906) — аргентинський політик, військовик і письменник, президент Аргентини з 1862 до 1868 року.

## Біографія
Народився у Буенос-Айресі 26 червня 1821 та був хрещений у церкві святого Миколи у Барі (Буенос-Айрес).
Мітре походив з грецького роду Мітропулос (грец. Μητρόπουλος) і його прізвище є парафразом оригінального грецького прізвища.
Мітре був прямим нащадком Янніса Димитріу (грец. Γιάννης Δημητρίου), одного з перших греків, що ступили на землю Аргентини, учасника експедиції Херонімо Луїса де Кабрери, який збудував у 1573 році Кордову.
Родина переїхала до Кармен-де-Патагонеса, коли він був дитиною, й повернулась до Буенос-Айреса у 1827 році.
У 1831 році родина переїхала до Монтевідео, де у 1836 році Мітре вступив до військового училища. Там він вивчився на артилериста, дослужився до звання прапорщика у 1839 році й опублікував свої перші вірші та публіцистику у газетах, в тому числі в «Ініціаторі», забороненій режимом Хуана Мануеля де Росаса.
За політичними поглядами належав до партії Колорадо, внаслідок чого у грудні того ж року взяв участь у битві під Каганьєю на боці Фруктуосо Рівери.
11 січня 1841 він одружився з Дельфін-де-Веде, від якої у нього було дві дочки й чотири сини..
6 грудня 1842 року у званні капітана був серед переможених у Битві при Арройо Гранде.
Брав участь у облозі Монтевідео, під час якої зустрів Джузеппе Гарібальді, яким він захоплювався.
У другій половині 1847 року переїхав до Болівії. У 1848 році Мануель Ісидоро Белзу депортував його до Перу. Знову був депортований до Чилі, де став одним із редакторів газети The Trade (Вальпараїсо) разом із Хуаном Баутістою Альберді. 13 квітня 1890 року приєднався до Громадянського союзу.
Пізніше він працював у газеті Progress, яку заснував Домінго Фаустіно Сарм'єнто.

## Повернення
Мітре повернувся до Аргентини після скидання режиму Росаса й очолив повстання 11 вересня 1852 у Буенос-Айресі проти системи федералізму, автором якої був Хусто Хосе де Уркіса.
Мітре призначався на важливі посади в уряді провінції, що відокремилась, включаючи законодавчі органи, військове міністерство й міністерство закордонних справ.
Під час громадянської війни у 1859 році Мітре зазнав поразки у битві під Сепедою від армії Уркіса, який прагнув повернути провінцію до складу конфедерації.
Наступного року Мітре було обрано конституційним губернатором Буенос-Айреса.
Здобувши перемогу у битві під Павоном, у вересні 1861 року, Мітре отримав серйозні поступки від командування національної армії, зокрема поправки до конституції 1853 року, що отримали назву конституційної реформи.

## Президент

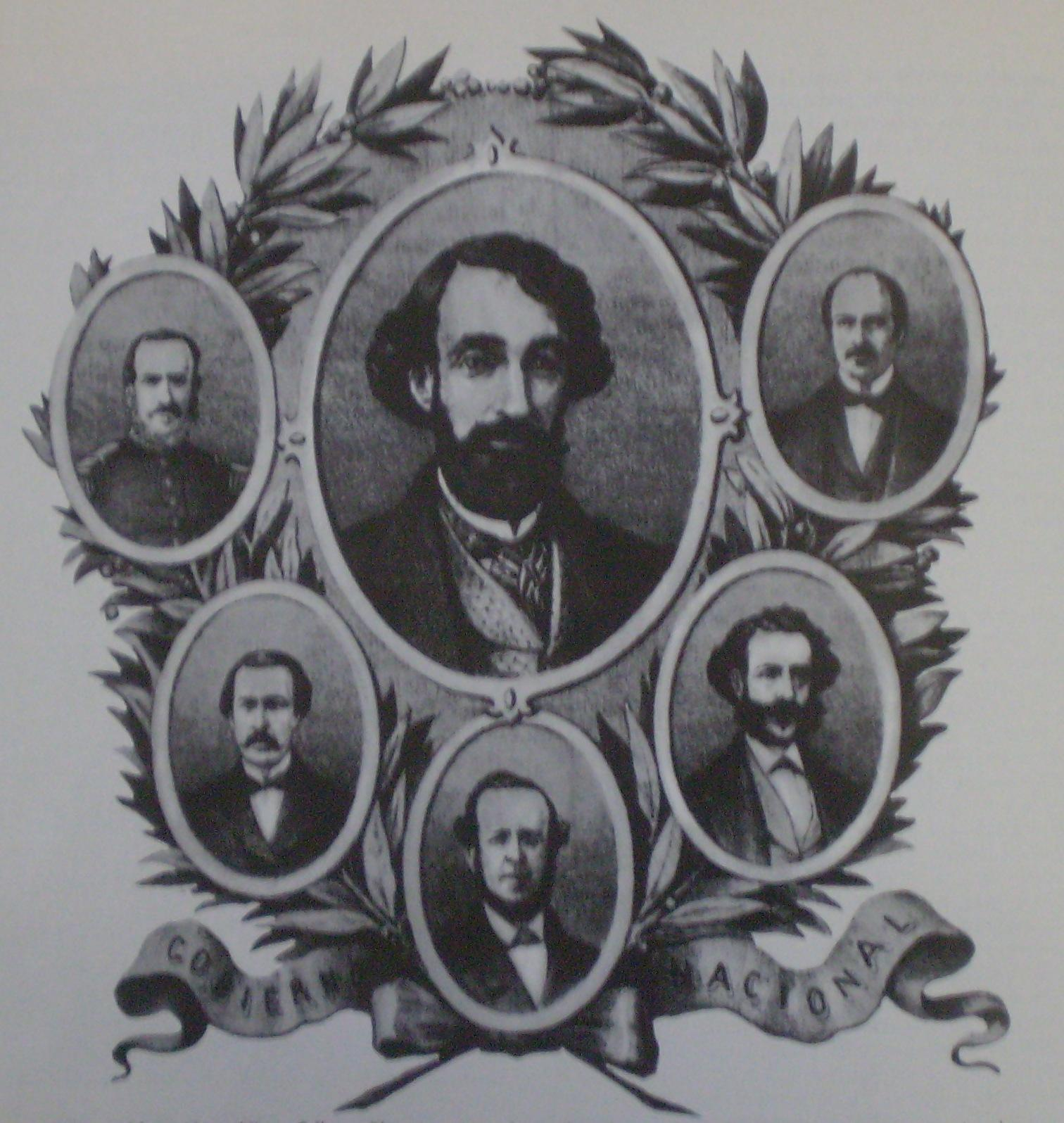
Адміністрація президента Мітре (зліва направо): Геллі-і-Обес, Лукас Гонсалес, Гільєрмо Роусон; Руфіно де Елісальде, Едуардо Коста. (Малюнок Мейєра)

5 жовтня 1862 року Мітре обрано на посаду президента Республіки Аргентина. Нарешті було досягнуто національної єдності.
Розпочався період прогресу і реформ, які торкнулись залізничної системи, організації армії, народної освіти, удосконалення поштової системи, організації Верховного суду, валюти, врегулювання державного боргу, було прийнято метричну систему й започатковано систему громадського кредиту.
Мітре був організатором і першим головнокомандувачем у Війні троїстого союзу (Парагвайська війна), де Аргентина, разом із Бразилією та Уругваєм вторглись у Парагвай.

## Подальші роки
Мітре також був засновником (1870) «La Nacion», однієї з найвпливовіших газет Латинської Америки, яка виходить донині, її власниками завжди були нащадки колишнього президента.
У 1871 році він захворів на жовту гарячку під час її епідемії в Буенос-Айресі. Як тільки він видужав, то здійснив поїздку до Бразилії, на прохання тодішнього президента Сарм'єнто, щоб скоригувати остаточні кордони після війни «троїстого союзу».
У 1890 році, Мітре розірвав стосунки з партією автономістів та взяв участь у створенні партії «Громадянський союз». У 1891 році партія розкололась. Мітре очолив Національний громадянський союз, а інша частина партії, що отримала назву Громадянський радикальний союз, стала найстарішою на сьогодні політичною партією Аргентини.
Помер Мітре у Буенос-Айресі 19 січня 1906 року. Його поховано на цвинтарі Реколета у столиці Аргентини.

## Історик
Останок років Мітре присвятив написанню мемуарів, статей у газети, виступам, інтенсивному збиранню документів та їхній систематизації.
Його праці Історія Бельграно (четверте розширене видання 1887), три томи Історії Сан-Мартіна (1887, 1888 і 1890) — важлива частина історіографії Аргентини.
Він листувався з онукою борця за незалежність Хосе де Сан-Мартіна Хосефою Домінгою Балькарсе, яка жила й померла у Парижі у 1927 році.

## Перекладач і бібліограф
Він переклав з італійської Божественну комедію Данте, а також Енеїду Вергілія.
Його праця як лінгвіста та бібліографа дозволила йому зібрати одну з найкращих латиноамериканських бібліотек. Каталог бібліотеки опублікував посмертно музей Мітре, який було створено у 1907 році згідно з його заповітом, за яким музею було подаровано його бібліотеку, колекції, архіви, меблі тощо.

## Цікаві факти
Під час облоги Буенос-Айреса, 2 червня 1853 року, у лоба Мітре влучила куля. Куля влучила у кокарду, яку вишила його дружина Дельфіна, що пом'якшило удар та врятувало йому життя.

## Пам'ять
- Портрет Бартоломе Мітре розміщувався на банкноті номіналом 2 аргентинських песо (2018 року вилучена з обігу).
- На честь Мітре названі вулиці і площі у багатьох населених пунктах Аргентини, Уругваю, Іспанії
- Пам'ятники Бартоломе Мітре встановлені у Буенос-Айресі, Римі, Ріо-де-Жанейро, Сантьяго-де-Чилі та інших містах
- з 1907 року працює будинок-музей Мітре у Буенос-Айресі

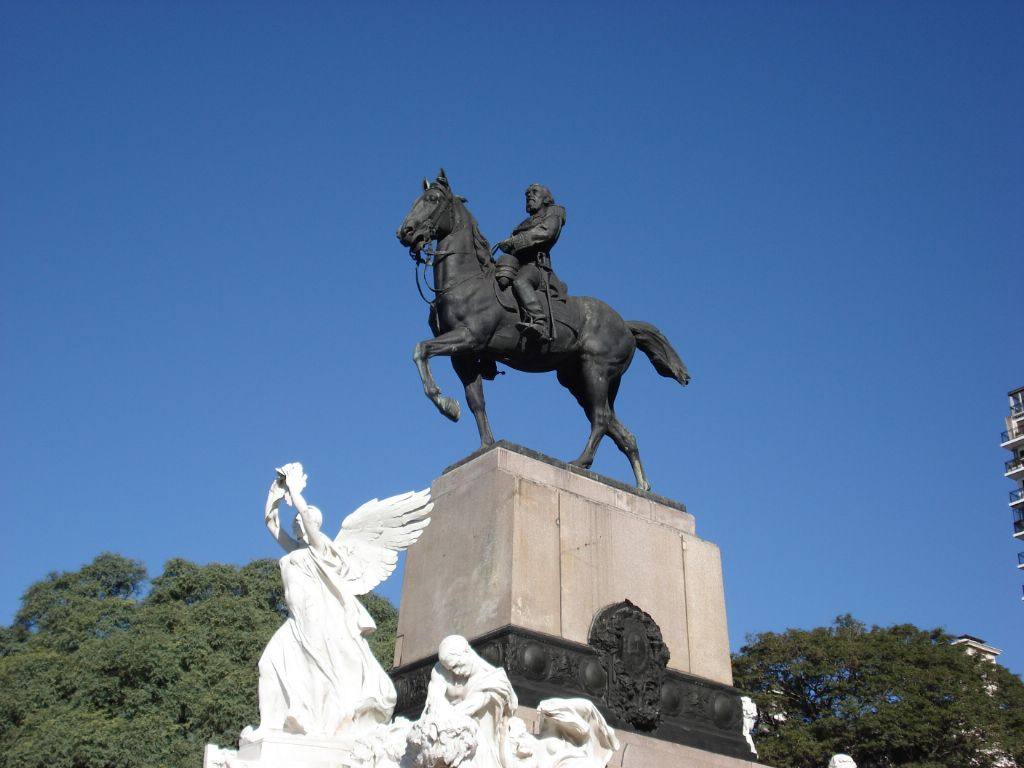
Пам'ятник Мітре в Буенос-Айресі
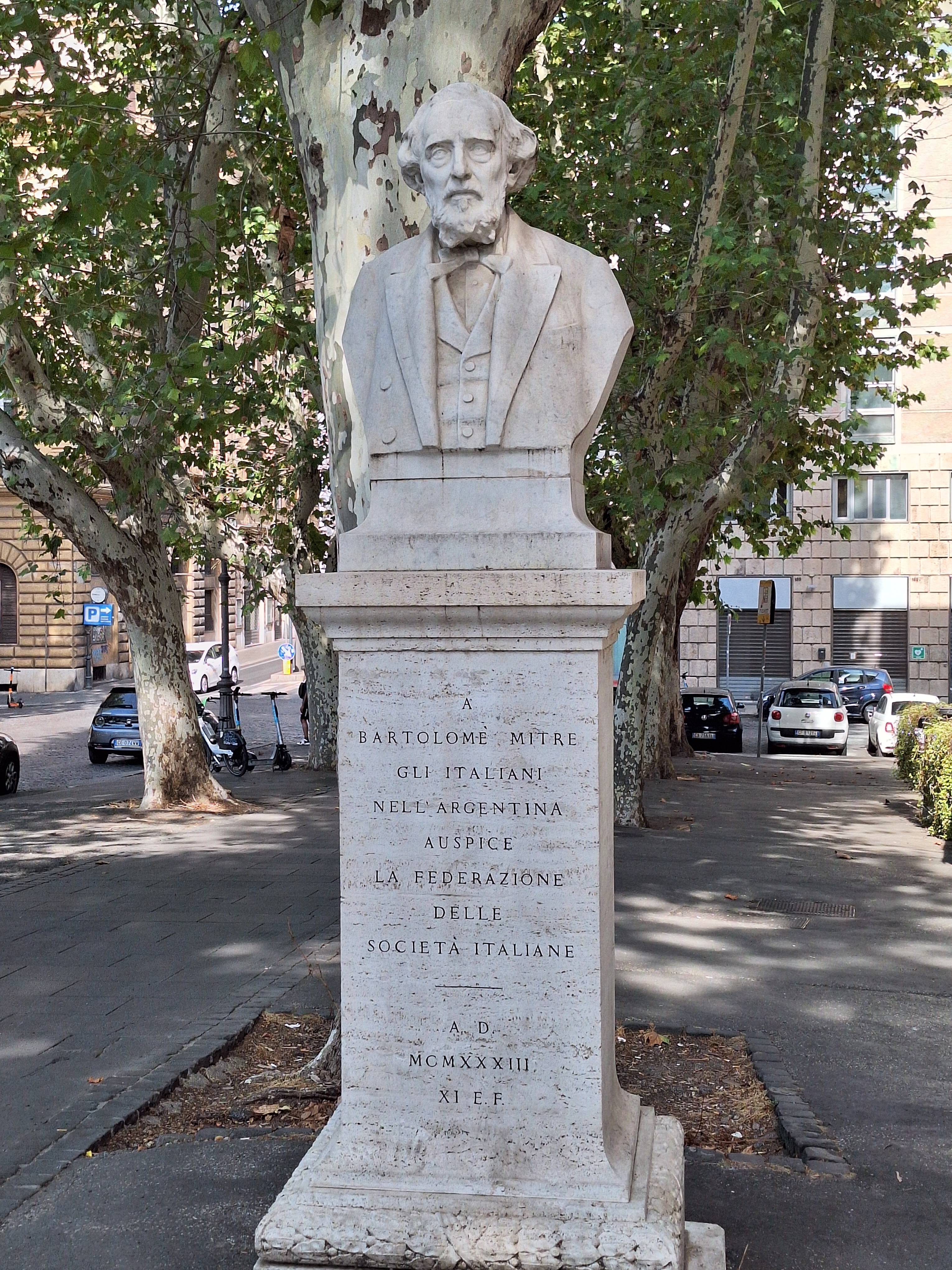
Пам'ятник Мітре в Римі
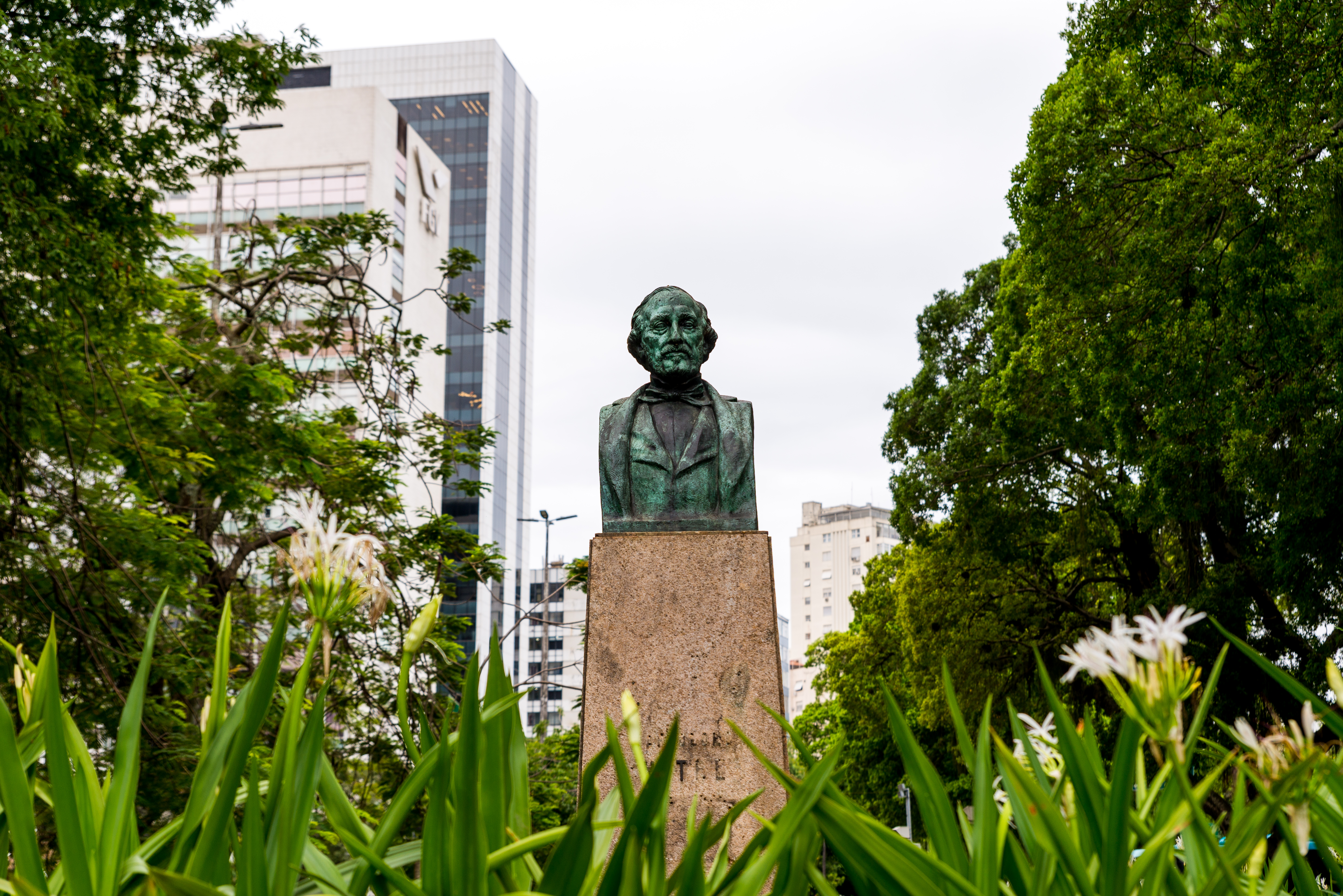
Бюст Мітре в Ріо-де-Жанейро
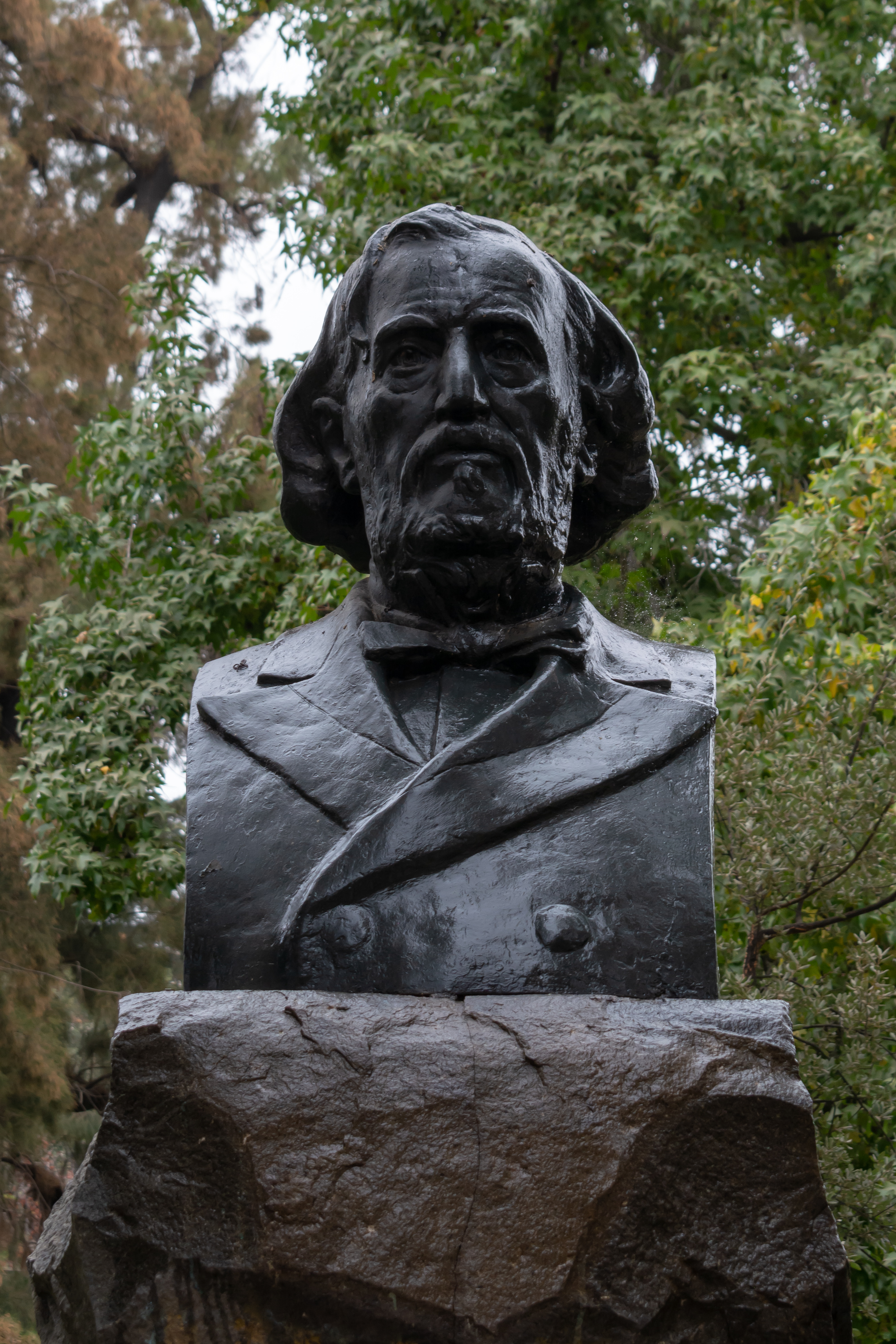
Бюст Мітре в Сантьяго
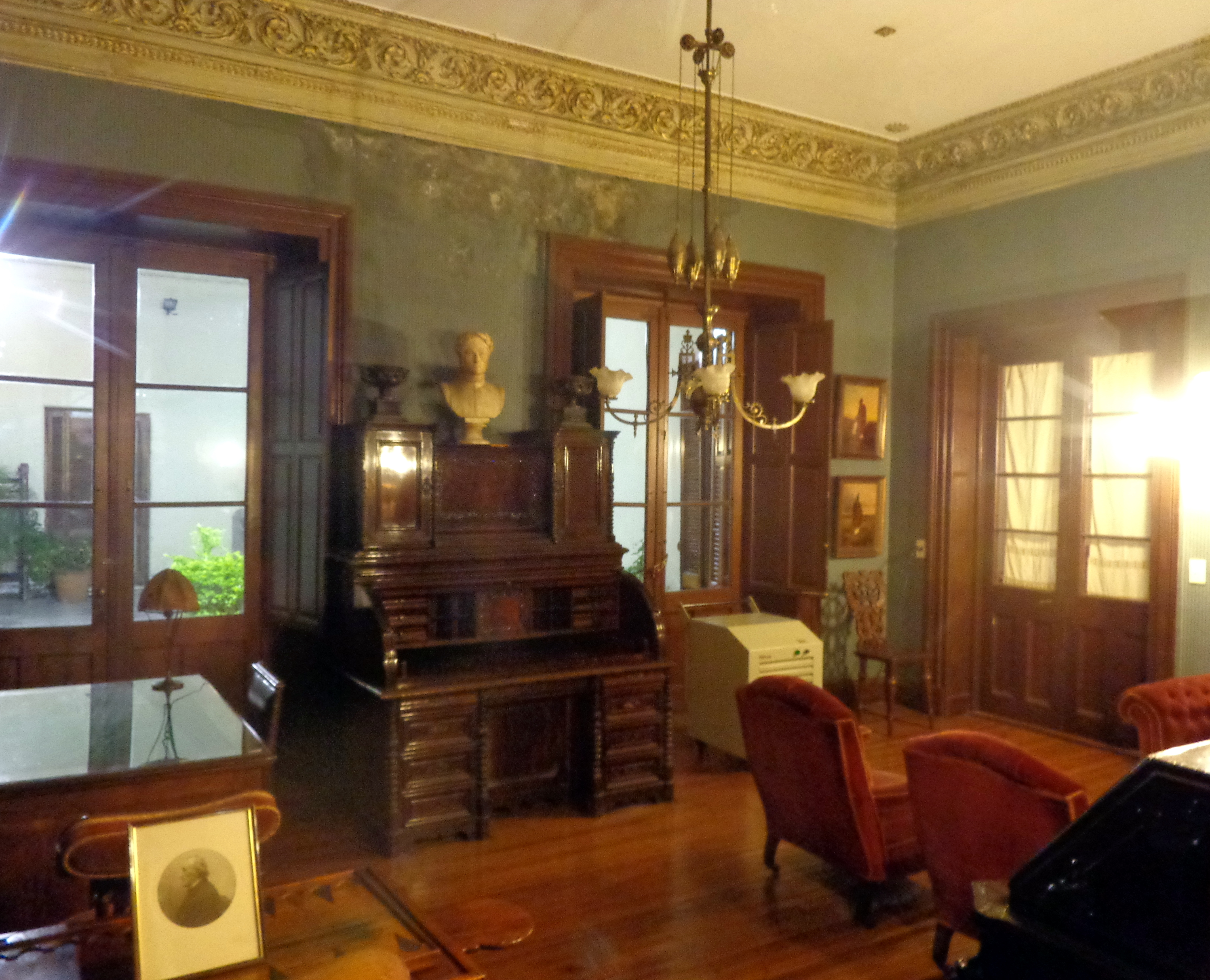
Інтер'єр Музею Мітре